# San Millán de los Caballeros (kommunhuvudort)
San Millán de los Caballeros är en kommunhuvudort i Spanien.   Den ligger i provinsen Provincia de León och regionen Kastilien och Leon, i den nordvästra delen av landet, 260 km nordväst om huvudstaden Madrid. San Millán de los Caballeros ligger 749 meter över havet och antalet invånare är 173.
Terrängen runt San Millán de los Caballeros är huvudsakligen platt. San Millán de los Caballeros ligger nere i en dal som går i nord-sydlig riktning. Runt San Millán de los Caballeros är det ganska glesbefolkat, med 26 invånare per kvadratkilometer. Närmaste större samhälle är Valencia de Don Juan, 3,7 km öster om San Millán de los Caballeros. Trakten runt San Millán de los Caballeros består till största delen av jordbruksmark.